# Reserva estatal Ismailli
La reserva estatal Ismailli o Ismayilly (en azerí, İsmayıllı dövlət təbiət qoruğu) es una reserva natural establecida sobre 57,78 km² de superficie en el año 1981 para la conservación y la protección de complejos naturales, ocupando la parte norte de las laderas meridionales del Gran Cáucaso. La superficie de la reserva se amplió en 109,60 km² y llegó a un total de 167 km² en junio de 2003.
Los bosques principalmente están formados por árboles como hayas, carpes y robles, un pequeño número de abedules o tilos. Entre ellos está el roble hoja de castaño y el roble horehound del período Terciario, que se encuentran incluidos en la Lista Roja de Azerbaiyán. La reserva tiene casi 170 especies animales, 104 especies de pájaros de 13 órdenes se pueden encontrar en esta reserva. Pueblan la reserva mamíferos tales como el oso pardo, el gato salvaje, el lince, el ciervo caucasiano, el corzo, la gamuza o el tur del Cáucaso.